# De tripas, corazón
De tripas, corazón è un cortometraggio messicano del 1996 diretto da Antonio Urrutia candidato ai Premi Oscar 1997. Il film affronta il tema della sessualità adolescenziale e rappresenta l'esordio cinematografico dell'attore Gael García Bernal.

## Sinossi
In un villaggio messicano di Jalisco, un adolescente di nome Martìn (Gael García Bernal) distribuisce ogni mattina ai suoi compaesani il latte vaccino di produzione familiare. Martìn e i suoi amici appartengono a quell'età in cui i ragazzi sono ansiosi di scoprire la loro sessaulità e spesso si vantano di esperienze che probabilmente non hanno vissuto. Martìn è il ragazzo più timido del gruppo, crede nell'amore e nel corteggiamento. Il suo sogno proibito è la bella Meifer (Elpidia Carrillo), una donna che lavora al bordello locale. La controparte di Martìn è Jesús (Martín Altomaro), un ragazzo maschilista ed esuberante convinto che la donna sia l'oggetto di appagamento del bisogno sessuale.

## Riconoscimenti
- Premio Oscar:
  - 1997: Nomination miglior cortometraggio
- Premio Ariel:
  - 1996: Vinto miglior cortometraggio
- Mostra Internazionale del Cortometraggio di Montecatini
  - 1997: Vinto premio speciale della giuria[1]
- Festival international du court métrage de Clermont-Ferrand
  - 1996 - Menzione speciale della giuria
- Algarve International Film Festival (Portogallo):
  - 1997: Vinto premio del pubblico e della giuria al regista
  - 1997: Vinto premio della giuria internazionale al miglior film
- San Juan Cinemafest (Porto Rico):
  - 1997: Vinto miglior cortometraggio
- Drama International Short Film Festival (Grecia):
  - 1997: Vinto menzione d'onore[2]